# Hans Loritz
Hans Loritz (ur. 21 grudnia 1895, zm. 31 stycznia 1946) – zbrodniarz nazistowski w stopniu SS-Oberführera, komendant obozów koncentracyjnych Esterwegen, Dachau i Sachsenhausen.

## Życiorys
Członek NSDAP nr 298668, od 1930 należał także do SS nr 4165, wyróżniony odznakami pierścienia SS i szpady SS. W 1933 r. rozpoczął w Dachau służbę w niemieckich obozach koncentracyjnych. W lipcu 1934 Loritz został komendantem obozu Esterwegen, którą tę funkcję pełnił do 1936 r., gdy powrócił do Dachau, by objąć z kolei komendanturę nad tym obozem. Stanowisko to piastował do 1939 r. Następnie był do 1942 r. komendantem Sachsenhausen. Później służył w okupowanej Norwegii, pełniąc w Oslo funkcję szefa Gestapo.
Loritz, według relacji świadków-więźniów, opracował w Sachsenhausen nowy sposób (Genickschussanlage) masowej eksterminacji radzieckich jeńców wojennych. Odbywało się to w następujący sposób: „Przywiezionych jeńców wprowadzano do sali, gdzie polecano im rozbierać się do naga. Zaraz potem wchodzili oni do następnego pomieszczenia. Lekarz SS kazał im otworzyć usta. Jeśli więzień miał złote zęby, znakowano go niebieskim krzyżem na piersiach. Trzecia sala, jakoby kąpielowa, miała podłogę i część ścian wyłożoną kafelkami. Na jednej ze ścian widniał rodzaj płyty za szczeliną pośrodku, wystarczającą do wprowadzenia lufy pistoletu. Z chwilą, gdy ofiara, poddając się rzekomej dalszej kontroli lekarskiej, stawała przed ową płytą, ukryty z tyłu w niewidzialnej dlań kabinie esesman zabijał ją strzałem w potylicę. Muzyka, płynąca z głośnika umieszczonego w sąsiedniej izbie, tłumiła hałas. Na podłodze urządzono też specjalny ściek dla odpływu krwi. Dla całej tej ludobójczej akcji wystarczyła minuta” (zeznania podczas procesu przeciw komendzie Sachsenhausen w RFN w latach 1964–1965). W sumie stracono w ten sposób prawie 11 tys. jeńców radzieckich.
Niezależnie od tego Loritz ponosi odpowiedzialność za mordowanie, maltretowanie, głodzenie i zmuszanie do wyczerpującej pracy także więźniów innych obozów, w których był komendantem. Po wojnie został aresztowany przez aliantów jako zbrodniarz wojenny i umieszczony w obozie w Neumünster. Podczas oczekiwania na swój proces przed Radzieckim Trybunałem Wojskowym Hans Loritz w lutym 1946 popełnił samobójstwo, unikając odpowiedzialności za swoje zbrodnie.